# 松居桃楼

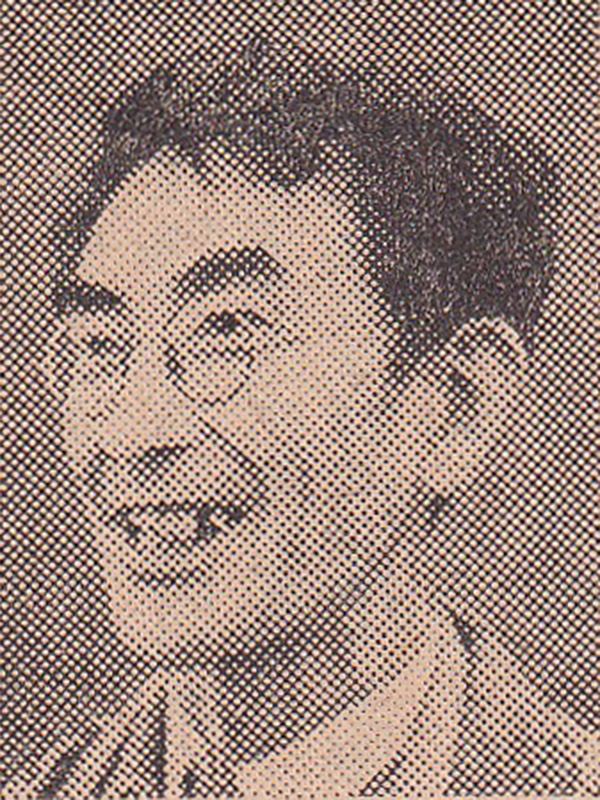
松居桃楼（1956年）

松居 桃楼（まつい とうる、1910年3月30日 - 1994年9月25日）は、日本の随筆家。

## 概要
東京に、松居松葉の三男として生まれる。本名・桃太楼。早稲田大学政経学部卒。松竹演芸演劇審議会委員を務め、のち1942年台湾演劇文芸部長。1946年帰国、丹沢開拓地共同組合長。1950年上京し台東区隅田公園バタヤ地区蟻の街結成に参加しその住人となり、北原怜子とともに蟻の街の中心となる。1958年「蟻の街のマリア」は五所平之助監督で映画化され知られた。墓所は寛永寺。

## 著書
- 『市川左団次』武蔵書房 1942
- 『蟻の街の奇蹟 バタヤ部落の生活記録』国土社 1953
- 『貧乏追放 蟻の街の経済学』産業経済新聞社・サンケイ新書 1956
- 『蟻の街のマリア』知性社 1958
- 『北原怜子 アリの町のマリア』春秋社 1963
- 『死に勝つまでの三十日 小止観物語』柏樹社 1966
- 『ゼノ死ぬひまない 〈アリの町の神父〉人生遍歴』春秋社 1966 新装版 1982 ISBN 4-393-21702-0 新版 1998 ISBN 4-393-49516-0
- 『天国ははだか』柏樹新書 1972 増補新装版 1990
- 『私の〈無用〉哲学 屑に仏性ありやなしや』柏樹新書 1974
- 『いのちきわみなし 法華経幻想』ミネルヴァ書房 1979
- 『禅の源流をたずねて 天台小止観講話』柏樹社 1979
  - 改題『微笑む禅 生きる奥義をたずねて』潮文社 1998 ISBN 4-8063-1321-1
- 『黙示録の秘密 聖書は暗号で書いてあったの巻 桃楼じいさん大法螺説法!』田所静枝記 柏樹社 1981
- 『消えたイスラエル十部族 法華経・古事記の源をさがすの巻 桃楼じいさん大法螺説法!』田所静枝記 柏樹社 1985
- 『はじめはみんな宇宙塵 人生にクズはない』柏樹社 1989

### 翻訳
- I・A・リチャーズ『平和へのみち』ひろば書房 1955